# La idea de un lago
La idea de un lago es una película dramática argentina escrita y dirigida por Milagros Mumenthaler. La cinta está inspirada en Pozo de aire, libro de Guadalupe Gaona y tuvo ese nombre como título alternativo.
La película se estrenó mundialmente en la sección oficial de la 69.ª edición del Festival de Locarno.

## Reparto
- Carla Crespo como Inés.
- Rosario Bléfari como la madre de Inés.
- Juan Bautista Greppi como Tomas.
- Malena Moiron como Inés.
- Juan Greppi
- Joaquin Pok

## Premios y nominaciones

### Participación en festivales de cine
| Festival                                  | Fecha de evento                     | Categoría                          | Premio   | Ref   |
| ----------------------------------------- | ----------------------------------- | ---------------------------------- | -------- | ----- |
| Festival Internacional de Cine de Locarno | 3 de agosto al 13 de agosto de 2016 | Lepardo de Oro a la mejor película | Nominada | [ 4 ] |

### Premios Sur
Dichos premios serán entregados por la Academia de las Artes y Ciencias Cinematográficas de la Argentina en marzo de 2018.
| Año  | Categoría            | Candidato            | Resultado |
| ---- | -------------------- | -------------------- | --------- |
| 2017 | Mejor guion adaptado | Milagros Mumenthaler | Nominada  |

### Premios Cóndor de Plata
Dichos premios serán entregados por la Asociación de Cronistas Cinematográficos de la Argentina en  2018.
| Año  | Categoría            | Candidato            | Resultado |
| ---- | -------------------- | -------------------- | --------- |
| 2018 | Mejor guion adaptado | Milagros Mumenthaler | Nominada  |